# ʻIolani Palace
ʻIolani Palace (hawaiiansk Hale Aliʻi ʻIolani) var det kongelige residensslot for regenterne i Kongeriget Hawai‘i begyndende med Kamehameha III under Kamehameha-dynastiet (1845) og sluttede med dronning Liliuokalani (1893) under Kalākaua-dynastiet, der blev grundlagt af hendes bror kong David Kalākaua.
Slottet ligger i den centrale del af Honolulu i den amerikanske delstat Hawaii. Det er i dag et National Historic Landmark og det er på listen National Register of Historic Places. Efter monarkiet blev afskaffet i 1893 blev bygningen brugt som hovedbygning for Hawaiis provisoriske regering, Republikken, Territoriet, og staten Hawaii indtil 1969. Paladset blev restaureret og åbnede som museum for offentligheden i 1978. I dag er ʻIolani Palace det eneste kongepalads på amerikansk jord.